# Bohdan Paczyński
Pour les articles homonymes, voir Paczynski.
Bohdan Paczyński (en polonais ['bɔxdan pa't͡ʃɨɲski]), né le 8 février 1940 à Vilnius et mort le 19 avril 2007 à Princeton, est un astronome polonais, spécialiste de l'évolution des étoiles et diplômé d'astronomie de l'université de Varsovie.
Il naît à Vilnius en Lituanie et étudie à l'université de Varsovie, après un début de carrière en Pologne il se déplace aux États-Unis en 1981. il occupe la chaire Lyman Spitzer d'astrophysique à l'université de Princeton.
Paczyński est l'initiateur de l'Optical Gravitational Lensing Experiment (OGLE, dirigé par Andrzej Udalski de l'université de Varsovie) et du All Sky Automated Survey (en) (ASAS, créé en collaboration avec Grzegorz Pojmański)
Sa nouvelle méthode pour découvrir des objets cosmiques et pour mesurer leurs masses par effet de lentille gravitationnelle lui apporte la reconnaissance de ses confrères et il est crédité pour l'utilisation du terme gravitational microlensing] - microlentille gravitationnelle. Il est aussi parmi les premiers à avoir proposé que les sursauts gamma se produisent à des distances cosmologiques.
Ses recherches se concentrent sur l'évolution stellaire, les lentilles gravitationnelles, les microlentilles gravitationnelles, les étoiles variables, les sursauts gamma et les structures galactiques.
Le 29 juin 2005, il reçoit un doctorat honoris causa par l'université de Wrocław
En janvier 2006 il reçoit un Henry Norris Russell Lectureship pour « ses recherches hautement originales à une large variété de champs incluant l'évolution stellaire, la nature des sursauts gamma, l'accrétion dans les systèmes binaires, les lentilles gravitationnelles et la cosmologie... »

## Biographie
Né en 1940 à Vilnius, son père était juriste et sa mère professeur de littérature polonaise. Pendant l'occupation allemande (1941-1944), ils partirent en Lituanie. Entre 1945 et 1947, ils vécurent à Cracovie, puis déménagèrent à Moscou, et à partir de 1949, ils vécurent à Varsovie.
Il publia son premier article à l'âge de 18 ans dans la revue Acta Astronomica à propos des étoiles binaires. De 1959 à 1962, il étudia à l'Université de Varsovie, licencié en 1962. Il fit son doctorat dans la même université en astronomie en 1964 sous la direction de Stefan Piotrowski (pl), qui avait découvert auparavant les talents de Paczyński. Ses professeurs à Varsovie furent Stefan Piotrowski et Włodzimierz Zonn (en). 
En 1964, il se maria avec Hanna Adamska.
À l'automne 1968, il commença à travailler à l'institut JILA à Boulder, dans le Colorado. Il publia à l'époque une série d'articles "Evolution of Single Stars". En 1971, il publia un important article "Evolutionary Processes in Close Binary Systems" dans l'Annual Review of Astronomy and Astrophysics. En 1972, Józef Smak (pl) et Bohdan en collaboration avec l'astronome Robert O'Dell de l'Université de Chicago proposèrent la création d'une centre s'occupant de l'astronomie fondamentale, grâce à cette initiative, le CAMK put voir le jour. Entre 1962 et 1982, il travailla à l'Institut d'Astronomie (à partir de 1975, l'institut fut renommé CANC (Centre d'Astronomie de Nicolas Copernic, Centrum Astronomiczne im. Mikołaja Kopernika (CAMK) en polonais)). Bohdan fut nommé docteur en 1974 et professeur en 1979. Son premier doctorant fut Janusz Ziółkowski (en), avec qui il écrivit « On the origin of Planetry Nebulae and Mira Variables ».  En 1976, il devint directeur du CAMK (pendant près d'un an) et fut entre autres responsable de l'achat de l'ordinateur PDP11/45. À l'âge de 36 ans, il devint le plus jeune membre du PAN (l'Académie polonaise des sciences).
En 1974, il publia en collaboration avec son doctorant Michał Jaroszyński (pl) un article sur le thème Lentille gravitationnelle. Ce travail fut continué par Mark Abramowicz. Dans le même temps, il partit aux États-Unis et travailla en collaboration avec de jeunes étudiants américains, qui faisaient un stage au CAMK. Pendant l'État de siège en Pologne de 1981 à 1983, il resta au California Institute of Technology et pensa s'installer aux États-Unis. Il reçut une offre d'emploi au Département d'Astrophysique de l'Université de Princeton, où il travailla jusqu'à la fin de sa vie. De 1982 à 1989, il fut professeur, et à partir de 1989, il fut à la tête de la Chaire d'Astrophysique Lyman Spitzer. Il fut pendant cette période citoyen polonais et américain.
Au milieu des années 1980, il travailla sur les projets qui lui apportèrent le plus de succès. Il fit l'hypothèse que les sursauts gamma avaient une origine cosmique. En 1986, il publia un article dans l'AjPL, dans lequel il faisait la proposition suivant laquelle les sursauts proviendraient des confins du cosmos (au-delà de notre galaxie). L'astronome Stanisław Bajtlik (pl) décrit les contributions de Paczyński ainsi : "Selon lui, il fut longtemps seul. En 1995, lors du 75e anniversaire du grand débat entre Heber Curtis et Harlow Shapley sur la nature des nébuleuses dans la même salle historique du National Museum of Natural History à Washington, eut lieu le débat sur la nature des Sursauts gamma et de leur distance entre Bohdan Paczyński et Donald Lamb. Lamb était un farouche partisan de l'hypothèse de la proche distance des sursauts. Le débat était animé par l'astronome royal britannique Martin Rees. Même si le résultat du débat fut un match nul, assez rapidement les résultats de nouvelles observations reconnurent pleinement raison à Paczyński. Cela fut son plus grand triomphe."
Avec Grzegorz Pojmański, il dirigea le projet All Sky Automated Survey (en) (ASAS). Il fit partie de l'équipe ayant découvert la planète OGLE-2005-BLG-390L b.
Durant ses quatre dernières années, il fut malade d'un cancer du cerveau (du lobe gauche). Malgré cela et des difficultés avec les problèmes de calcul, il réussit à garder son sang froid, continuer d'assimiler de nouvelles idées et de rester une force de proposition. Il publia une série d'articles et fut particulièrement fier de son travail "Astronomy with Small Telescopes" (astronomie à l'aide de petits télescopes) publié par l'Astronomical Society of the Pacific (118: 1621-165, 2006). Il considérait que les astronomes avaient pour devoir de trouver une méthode permettant la découverte plus rapide des astéroïdes et des comètes pouvant frapper la Terre. Il proposa la mise en place d'un réseau de petits télescopes sur Terre. Il pensait qu'il fallait placer un télescope sur le point de Lagrange L1, qui permettrait aussi d'observer les astéroïdes provenant du Soleil.
(11755) Paczynski est un planétoïde portant son nom. Il publia le long de sa carrière près de 300 articles. Ses collègues de Princeton le surnommaient parfois Bop.

## Microlentille gravitationnelle
Dans les années 1980, il proposa la méthode des microlentilles gravitationnelles afin de rechercher les objets peu lumineux, voire pas du tout. En 1986, il publia dans l'ApJL "Gravitational Microlensing by the Galactic Halo".
Il fut aussi l'initiateur de l'Optical Gravitational Lensing Experiment (OGLE) dans un travail collectif entre Varsovie, Princeton et Carnegie, sous la direction de Andrzej Udalski.
En février 2008, dans la revue Science, un article comme coauteur postmortem de Bohdan a été publié. L'article traitait de l'existence autour d'OGLE-2006-BLG-109 d'une système planétaire semblable à celui autour du Soleil. Ce sont les cinquième et sixième planètes découvertes en utilisant la méthode des microlentilles gravitationnelles. Le travail engagea la collaboration de près de 70 astronomes.

## Distinctions et récompenses
- Médaille Eddington en 1987,
- prix Dannie-Heineman d'astrophysique en 1992,
- médaille Henry Draper en 1997,
- médaille d'or de la Royal Astronomical Society en 1999,
- prix Bruno Rossi en 2000,
- médaille Bruce en 2002,
- Henry Norris Russell Lectureship en 2006,
- l'astéroïde (11755) Paczynski porte son nom.